# Eleccions municipals de 2019 a Bràfim
Les eleccions municipals de 2019 a Bràfim van ser unes eleccions locals que es van celebrar el diumenge 26 de maig de 2019 a Bràfim, a l'Alt Camp, com a part de les eleccions municipals espanyoles. Es van triar els 7 regidors de l'Ajuntament de Bràfim.
El republicà Xavier Rius va revalidar la seva majoria absoluta i va ser elegit alcalde per segon cop consecutiu.

## Context
En l'anterior mandat, Xavier Rius Garcia, el candidat a l'alcaldia de Tots Som Bràfim-Acord Municipal, va governar per primer cop.
Un dels projectes que va iniciar aquest govern fou la construcció d'una nova depuradora al municipi.

## Sistema electoral
Les eleccions als ajuntaments de l'Estat espanyol estan fixades per celebrar-se el quart diumenge de maig cada quatre anys. El sistema electoral fa servir la regla D'Hondt amb representació proporcional, llistes tancades i una barrera electoral del 5% dels vots vàlids, que inclou els vots en blanc. La votació per a l'assemblea local es basa en el sufragi universal.
En les eleccions municipals, la circumscripció electoral és en l'àmbit municipal i el nombre d'escons (o sigui, regidors) a triar del municipi es determina en funció del nombre d'habitants censats en aquest municipi. En el cas de Bràfim, en tenir 473 persones censades, l'hi correspon 7 regidors.

## Candidatures
L'alcalde sortint, TsB -AM, es va tornar a presentar al ser ratificat en una assemblea del partit celebrada el 16 de gener.
El 30 d'abril del mateix any, la Junta Electoral de Zona de Valls va proclamar les dues candidatures del municipi de Bràfim en el Butlletí Oficial de la Província de Tarragona.
1. Tots Som Bràfim - Acord Municipal (TsB -AM)
2. Connectats per Bràfim- Junts per Catalunya (CxB-JxCAT-JUNTS)

## Jornada electoral

### Constitució de les meses
En aquell moment, Bràfim tenia una població de 673 habitants, dels quals 473 persones van ser cridades a votar a l'única mesa que es va constituir al municipi.

### Participació
La participació en aquestes eleccions va ser de 89,0%, el qual cosa implica que un total de 421 ciutadans del municipi van decidir exercir el seu dret a vot. Comparant aquesta participació amb la mitjana catalana, Bràfim ha registrat una xifra molt més alta, situant-se en 24,2 punts percentuals per sobre.
A continuació, es presenta una taula amb els percentatges de participació registrats a diferents hores del dia de les eleccions:
| Hores              | Bràfim         |
| ------------------ | -------------- |
| Participació (14h) | 51,6% ( 7,3%)  |
| Participació (18h) | 63,2% ( 0,5%)  |
| Participació (20h) | 89,0% ( 10,2%) |

## Resultats
La marca local d'Esquerra Republicana de Catalunya va obtenir la majoria absoluta amb els 4 mateixos escons dels 7. El seu candidat, Xavier Rius, va ser escollit en el plenari constituent de la Casa de la Vila el 15 de juny.
Dues de les seves propostes més rellevants: acabar la construcció de la nova depuradora i convocar, per primer cop, uns pressupostos participatius van tirar endavant.